# Nahshon Garrett

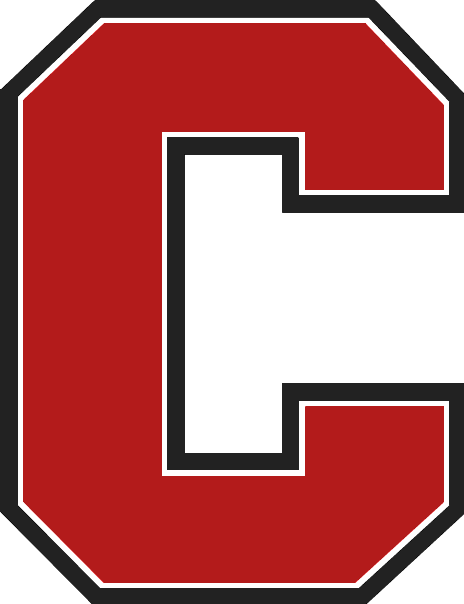
Zawodnik Cornell Big Red

Nahshon Aaron Garrett (ur. 21 sierpnia 1993) – amerykański zapaśnik walczący w stylu wolnym. Wicemistrz igrzysk panamerykańskich w 2023 roku.
Zawodnik Chico High School i Cornell University. Cztery razy All-American (2013-2016) w NCAA Division I; pierwszy w 2016; drugi w 2014; trzeci w 2013 i piąty w 2015 roku.